# 寿福寺

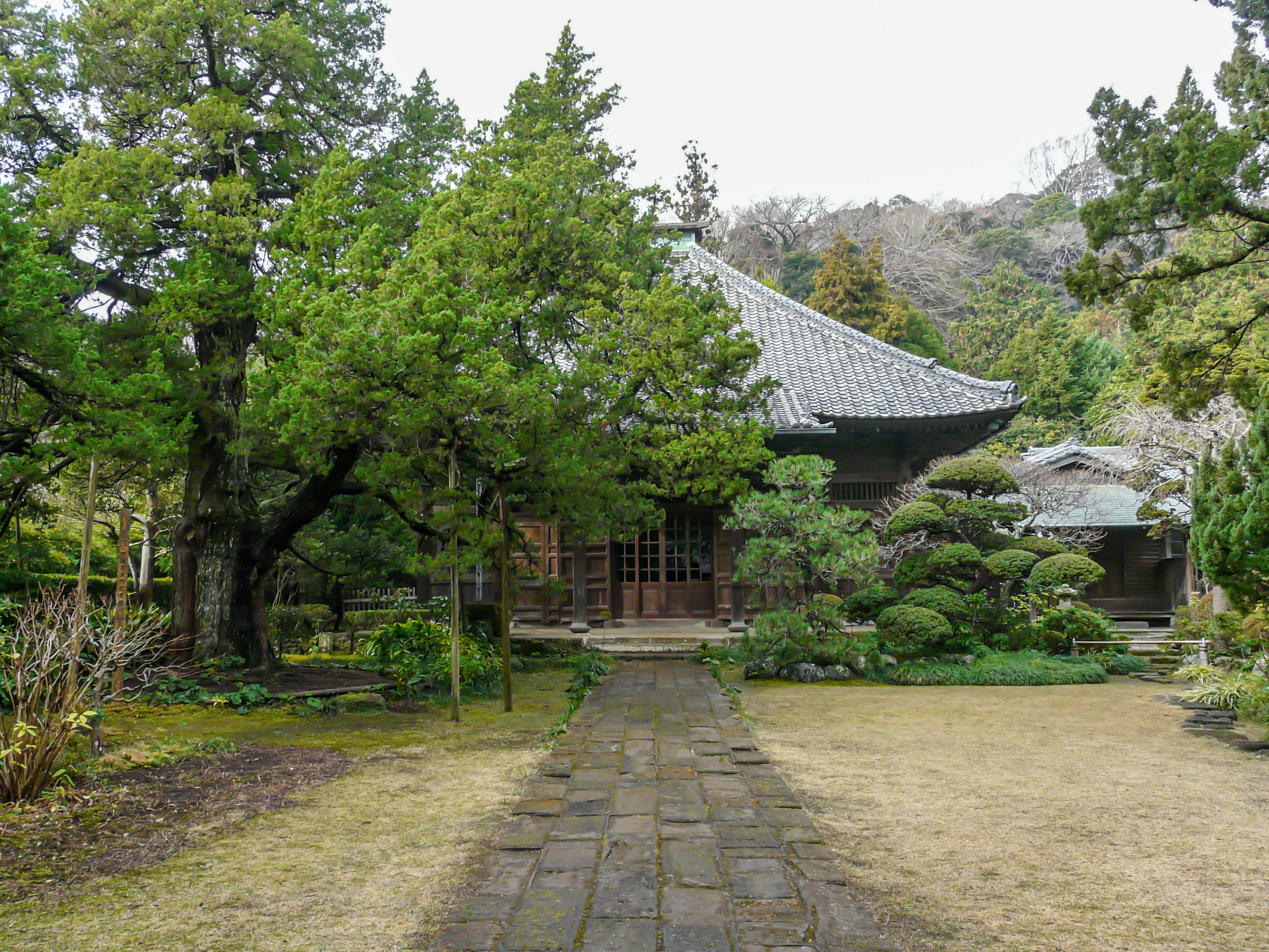
仏殿とビャクシン

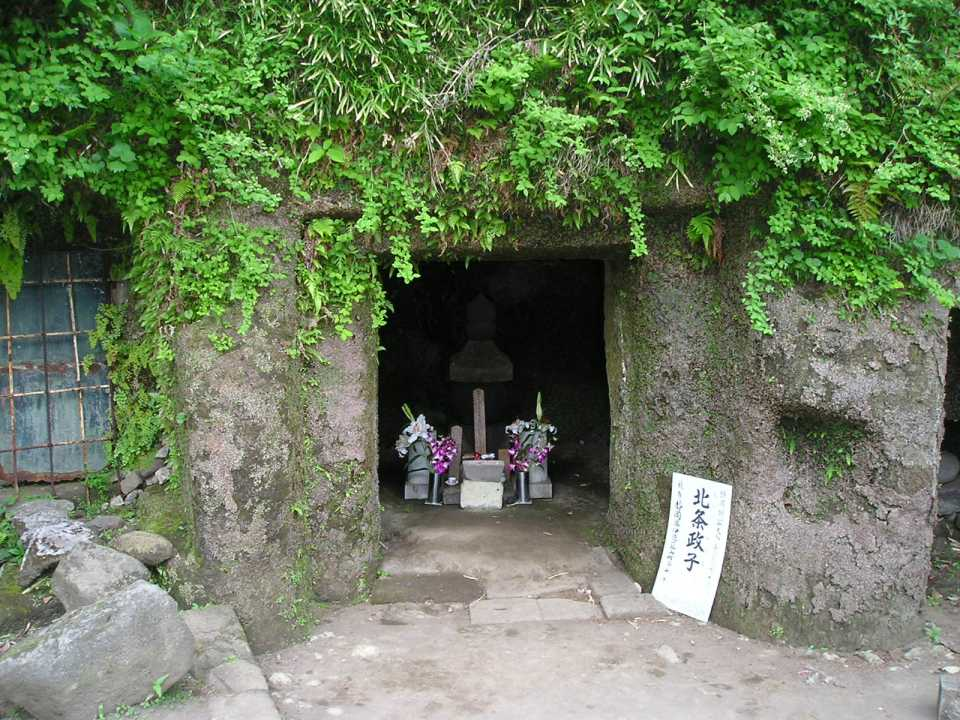
北条政子の墓

釈迦三尊像

寿福寺（じゅふくじ）は、神奈川県鎌倉市扇ガ谷にある臨済宗建長寺派の寺院である。正式には亀谷山寿福金剛禅寺（きこくさん じゅふくきんごうぜんじ）と号する。鎌倉五山第三位の寺院である。本尊は釈迦如来、開基（創立者）は北条政子、開山（初代住職）は栄西である。鎌倉三十三観音霊場の第24番。鎌倉二十四地蔵の第18番。境内は「寿福寺境内」として、国の史跡に指定されている。

## 歴史
源頼朝が没した翌年の1200年（正治2年）、妻の北条政子が葉上房栄西（明菴栄西）を開山に招いて創建した。
もともと現在の寿福寺のある付近は、奥州に向かう源頼義が勝利を祈願したといわれる源氏山を背にした、亀ヶ谷と呼ばれる源氏家父祖伝来の地であり、頼朝の父・源義朝の旧邸もこの地にあった。1180年（治承4年）初めて鎌倉入りした頼朝は、ここに館（幕府）を構えようとしたが、すでに岡崎義実が堂宇を建て義朝の菩提を弔っていたことや、土地が狭かったため、当初の計画を変更したといういきさつがある。
創建当時は七堂伽藍を擁し、14の塔頭を有する大寺院で、禅刹として体裁を整えたのは1278年（弘安元年）頃と推定されている。
1247年（宝治3年）に火災にあい、1258年（正嘉2年）の火災では一宇を残さぬまで焼失している。これらの復興は、伝実朝墓五輪塔などの存在から、おそらく南北朝時代の頃と思われる。
寿福寺には2世退耕行勇をはじめ、心地覚心、円爾（弁円）、蘭渓道隆、大休正念など、多くの名僧が入寺した。鎌倉の禅宗文化を考える上で、重要な存在の寺院である。
鎌倉初期に高い寺格をもって繁栄したが、『海道記』や『東関紀行』の作者は、寿福寺についてふれるところがない。

## 境内
総門、中門、仏殿、庫裏（くり）、鐘楼などが建つ。仏殿は1664年（寛文4年）の再建である。
境内裏手の墓地には、陸奥宗光、高浜虚子、星野立子、大佛次郎などの墓があり、さらにその奥のやぐら（鎌倉地方特有の横穴式墓所）には、北条政子と源実朝の墓と伝わる五輪塔がある。
なお、総門から中門までの参道と裏山の墓地は公開されているが、中門から内側の境内は一般公開されていない。

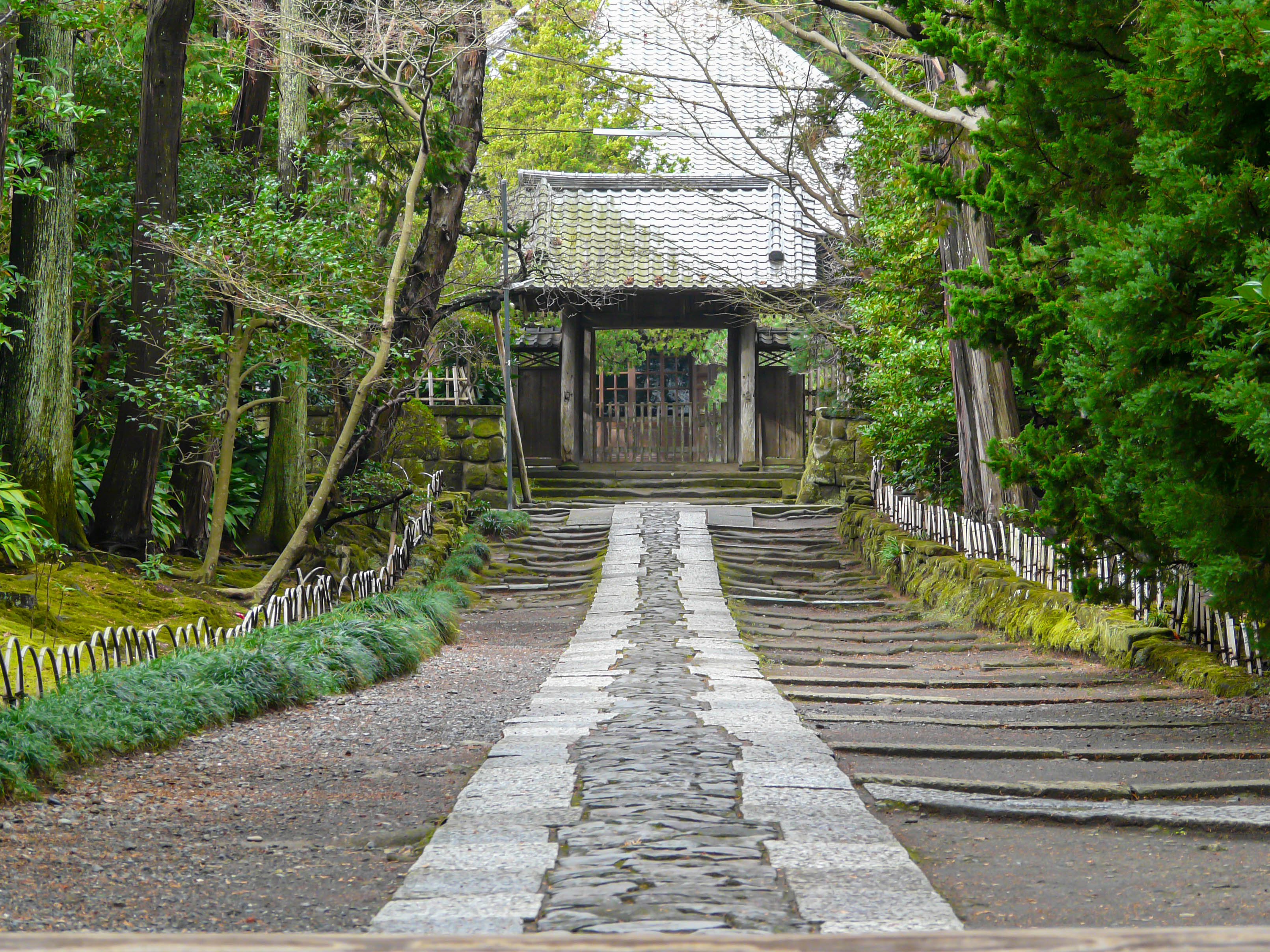
山門から中門への参道
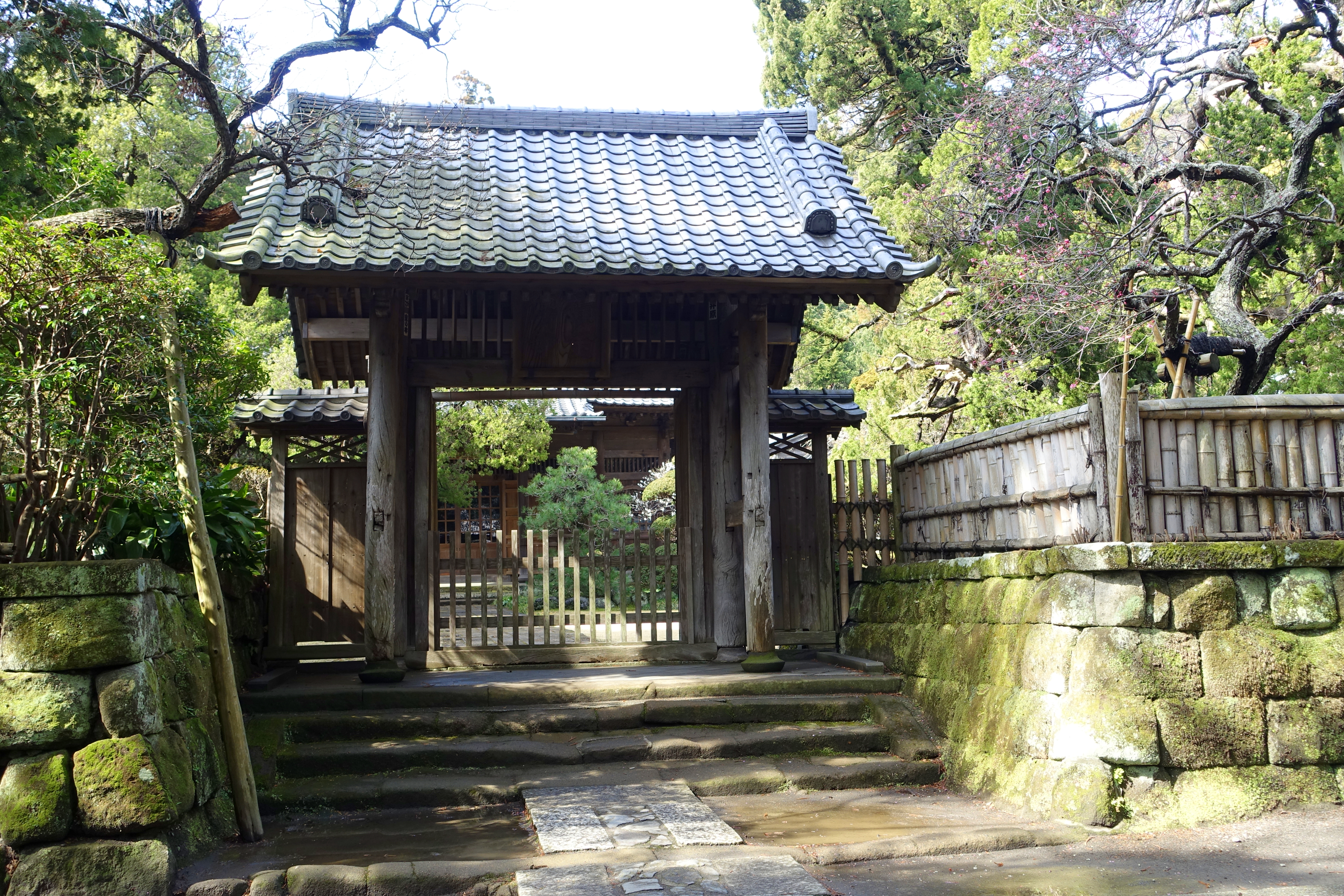
中門

## 墓所
- 高浜虚子
- 陸奥広吉（陸奥宗光の長男）
- 田邊新之助
- 大仏次郎
- 高島直一郎（高島小金治の長男）
- 山田忠澄

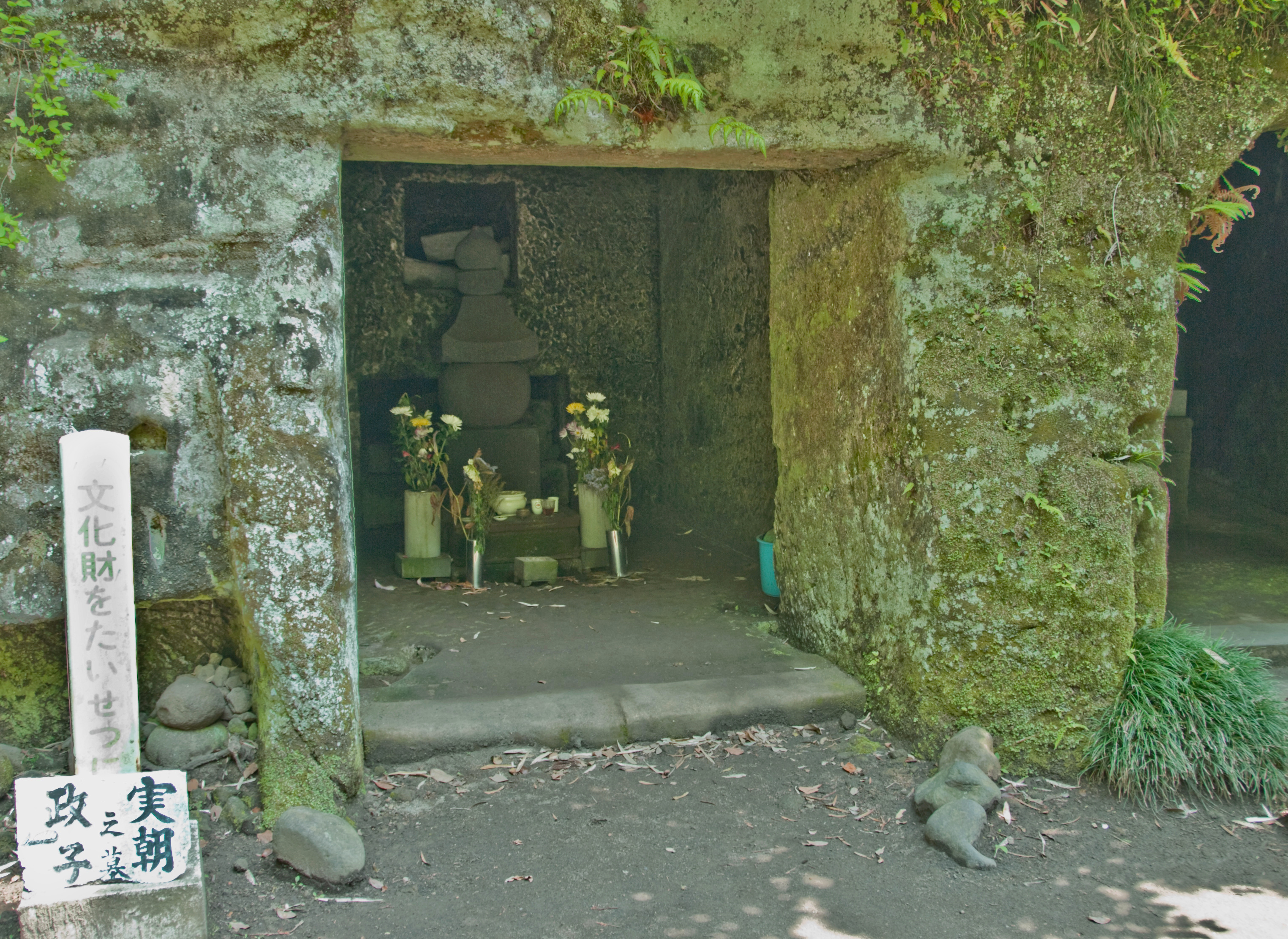
源実朝墓
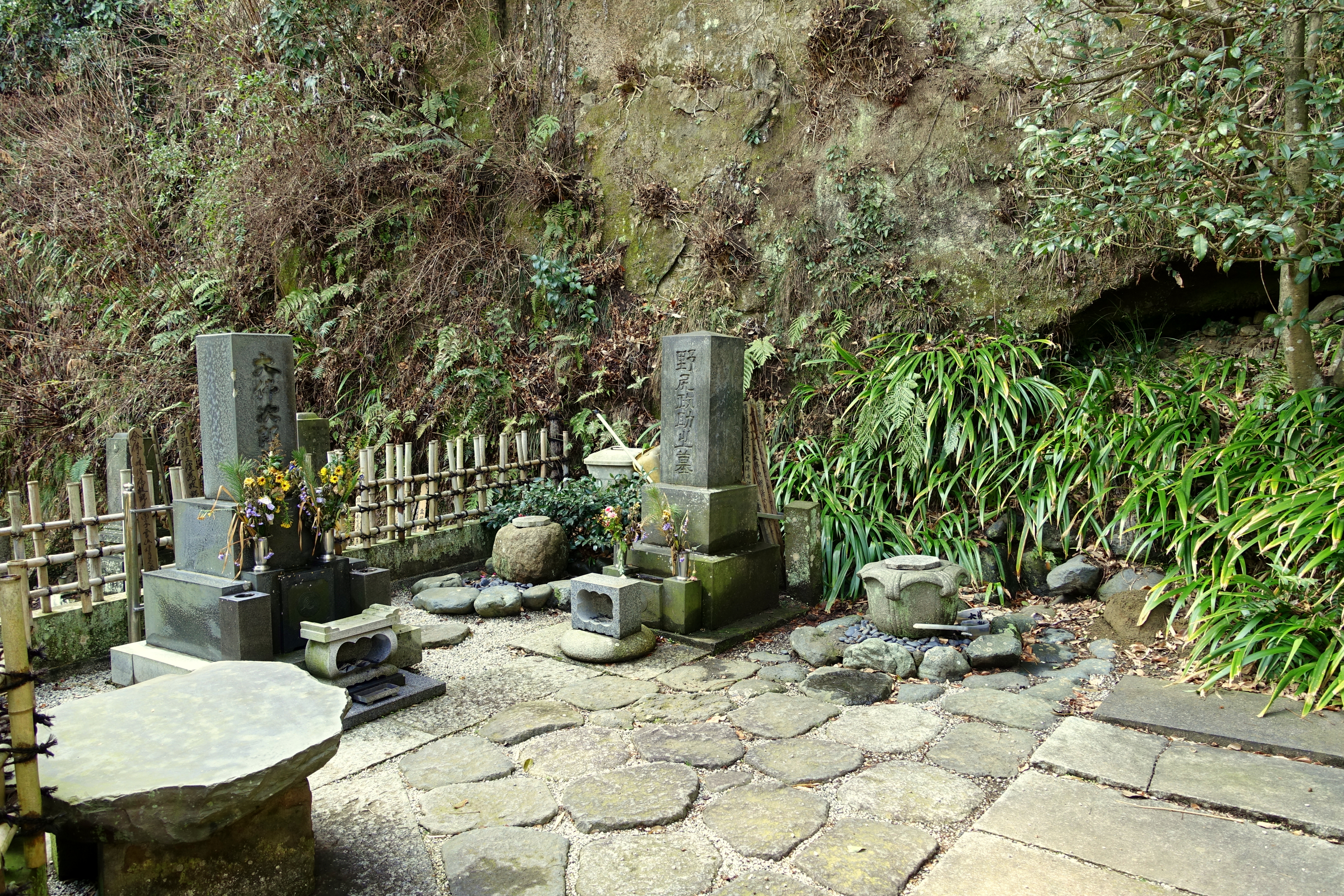
大佛次郎墓
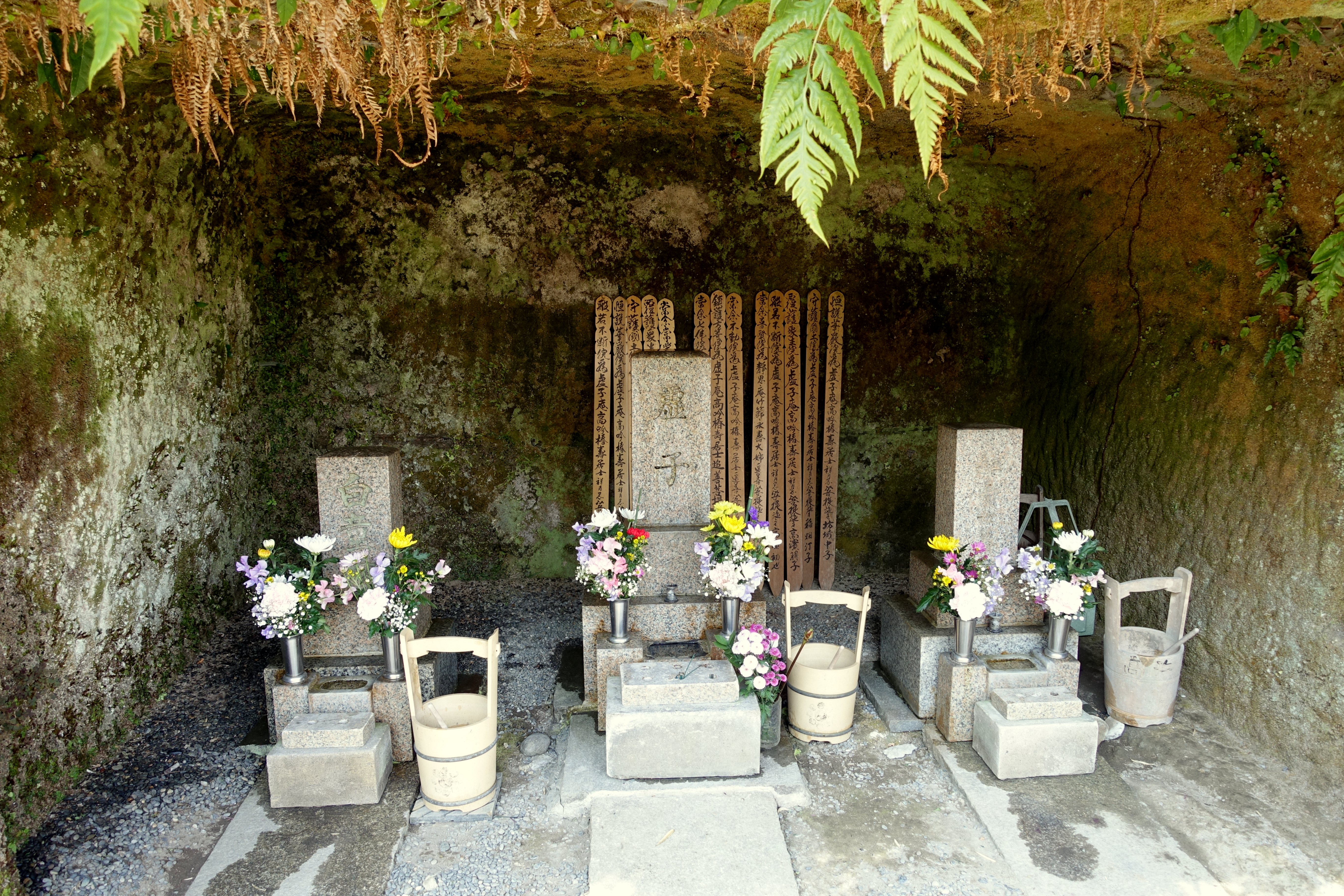
高浜虚子墓

## 文化財

### 国指定

#### 重要文化財
- 木造地蔵菩薩立像 - 指定年月日：1925年（大正14年）4月24日。鎌倉国宝館に寄託[5]。

鎌倉時代作で、像高167.5センチメートル。一木造。蓮華座までが一木から作られ、内刳りもなく、この時代には珍しい構造の像である。
- 銅造薬師如来坐像（鶴岡八幡宮伝来） - 指定年月日：1993年（平成5年）6月10日[7]。鎌倉国宝館に寄託[5]。

鎌倉時代作で、像高53.5センチメートル。鶴岡八幡宮の回廊東南隅にあった座不冷壇所（ざさまさずのだんしょ）に伝来したもので、神仏分離のおりに寿福寺に移された。左手に薬壺をもつ通常の薬師如来像であるが、特色としては、左手は腹前に近い位置で仰掌し、内衣をまとい、左袖の縁を装飾的に折り畳み、右袖は波状のうねりが付けられている。両足部を含む頭躰全形を一度に鋳造し、像内は中空で、銅厚は0.5 - 0.9センチメートルと薄く均一に鋳造されている。両手首から先は別に鋳造されている。現在、表面は後世の補修による漆箔に覆われているが製作当初はメッキ仕上げであったと考えられている。顔面部をうつむけた厳しさのある表情や頬が丸く張った輪郭、上躰をゆったりと構えた体勢や著衣（あらわしごろも）は、運慶一門により建暦2年（1212年）頃に造像された興福寺北円堂弥勒仏坐像（国宝）に通じるところがあり、原型は運慶派仏師によると考えられる。『吾妻鏡』建暦元年（1211年）11月16日条によれば北条政子発願の金銅三尺薬師三尊が同日供養され、鶴岡神宮寺に安置されたことが知られる。本像は近世にはこの政子発願像の中尊にとされ、作風から本像の製作の時期もその頃と考えられるため、本像が政子発願像にあたる可能性が高いと考えられている。
- 喫茶養生記 上・下 - 指定年月日：1974年（昭和49年）6月8日。袋綴装冊子本[8]。

明庵栄西の著。鎌倉時代作。主として上巻は茶について、 下巻は桑について書かれている。名称、効用、使用 法、製法などについて述べたものであり、喫茶の効能や製法等を伝えた医書で茶書としても重んじられた。巻末に承元5年正月の栄西の本奥書がある。喫茶養生記の現存最古本として中世文化史上重要な写本である。

#### 史跡
- 寿福寺境内 - 指定年月日：1966年（昭和41年）3月22日。2008年（平成20年）7月28日に、境内後方の石切山の裾部のやぐら群、切岸等が存在する箇所が追加指定された[10]。

### 神奈川県指定文化財
- 木造栄西禅師坐像 - 指定年月日：1954年（昭和29年）3月30日。鎌倉国宝館に寄託[5]。

鎌倉時代作で、像高60.4センチメートル。一木割矧ぎ造。
- 木造達磨大師坐像 - 指定年月日：1981年（昭和56年）7月17日[12]。

南北朝時代作。寄木造。彫りの深い面部は異国的雰囲気を巧みに表現し総体に量感が豊かである。
- 釈迦三尊像 脱活乾漆造（中尊）・木造（脇侍）：3躯 - 指定年月日： 1982年（昭和57年）2月9日[12]。

室町時代作。中尊は脱活乾漆造、脇侍は寄木造。中世の乾漆像として極めて稀少な価値をもつものである。仏殿の本尊。中尊の釈迦如来坐像は、高さ2.7メートル。脱活乾漆は、粘土などで作った原型の上に麻布を漆で貼り固めた張り子状の像である。

### 鎌倉市指定文化財

#### 彫刻
- 木造栄西禅師坐像 - 指定年月日：1954年（昭和48年）10月12日[13]。
- 木造伽藍神倚像：3躯 - 指定年月日： 1985年（昭60年）10月12日[14]。

#### 建造物
- 木造寿福寺仏殿 - 指定年月日：2008年（平成20年）11月27日[15]。

#### 絵画
- 絹本著色釈迦三尊十六善神像 - 指定年月日：1966年（昭和44年）10月18日[16]。
- 紙本墨画白衣観音図 - 指定年月日：1975年（昭和50年）10月14日[16]。

#### 天然記念物
- ビャクシン：4株 - 指定年月日： 1963年（昭和38年）７月17日[17]。

## 交通
- 横須賀線（JR東日本）・江ノ島電鉄「鎌倉駅西口」下車15分

## 前後の札所
鎌倉三十三観音霊場
23 高徳院　--　24 寿福寺　--　25 浄光明寺
- ご詠歌：きよみずをてつ井にうつす観世音 すえの世までもひかりかがやく

鎌倉二十四地蔵霊場
17 浄光明寺　--　18 寿福寺　--　19 東漸寺